# 장미로
장미로(Jangmi-ro)는 경기도 성남시 분당구 야탑동 사송교삼거리 에서 동원SK삼거리 를 잇는 분당구에 있는 도로이다.

## 주요 경유지
경기도
- 성남시 분당구 (삼평동 . 야탑동)

## 노선
| 이름         | 접속 노선 | 소재지 | 소재지 | 비고 |
| ------------ | --------- | ------ | ------ | ---- |
| 사송교삼거리 | 탄천로    | 성남시 | 분당구 |      |
| 사송교       |           | 성남시 | 분당구 |      |
| 사송교사거리 | 양현로    | 성남시 | 분당구 |      |
| 장미사거리   | 성남대로  | 성남시 | 분당구 |      |
| 매화사거리   | 매화로    | 성남시 | 분당구 |      |
| 중탑사거리   | 벌말로    | 성남시 | 분당구 |      |
| 동원SK삼거리 | 돌마로    | 성남시 | 분당구 |      |

## 주요 시설및 건물
- GS25 분당매화2단지점 (장미로 139/야탑동 215)
- 분당아람고등학교 (장미로 153/야탑동 216)
- CU 야탑아델파크점 (장미로 198/야탑동 219-1)